# Пеницилл циклопический
Пеници́лл циклопи́ческий (лат. Penicíllium cyclópium) — вид несовершенных грибов (телеоморфная стадия неизвестна), относящийся к роду Пеницилл (Penicillium).

## Описание
Колонии на агаре Чапека быстрорастущие, зернистые, обильно спороносящие, светло-голубые или зеленоватые, затем голубовато-серо-зелёные, зелёно-серые. Реверс бледный или желтоватый, затем оранжево-коричневый до пурпурового. На CYA колонии достигают диаметра 2—3,5 см за 7 дней, бархатистые до пучковатых. Спороношение в голубовато-зелёных или зелёных тонах. Экссудат обильный, бесцветный до желтоватого. Реверс колоний жёлтый, оранжевый, красно-коричневый. На агаре с солодовым экстрактом (MEA) колонии 2—3,5 см в диаметре на 7-е сутки, с голубовато-зелёным спороношением. На агаре с дрожжевым экстрактом и сахарозой (YES) спороношение слабо выраженное, колонии ярко-жёлтые. Запах резкий, плесневый.
При 30 °C на CYA за неделю развиваются небольшие колонии 2—6 мм в диаметре. При 37 °C рост отсутствует.
Конидиеносцы трёхъярусные, с прижатыми элементами. Метулы 9,5—14 мкм длиной, цилиндрические. Фиалиды цилиндрические, суженные в оформленную шейку, 8—9 × 2,6—2,8 мкм. Конидии шаровидные или почти шаровидные, 2,6—3,2 мкм в диаметре, гладкостенные.

### Отличия от близких видов
Penicillium aurantiogriseum отличается белой окраской мицелия и хорошо выраженным спороношением на YES, а также более выраженным голубоватым оттенком спороношения.

## Экология и значение
Встречается на злаках, зерне и зерновых продуктах, реже — на прочих пищевых продуктах. Широко распространён в умеренных регионах.
Активный продуцент ксантомегнина, виомеллеина и виоксантина, поражает зерно и зерновые продукты, также связывается с поражениями печени и почек домашних животных.

## Таксономия
Penicillium cyclopium Westling, Ark. Bot. 11 (1): 90 Архивная копия от 17 сентября 2018 на Wayback Machine (1911).

### Синонимы
- Penicillium aurantioalbidum Biourge, 1923
- Penicillium aurantiovirens Biourge, 1923
- Penicillium brunneoviolaceum Biourge, 1923
- Penicillium cordubense C.Ramírez & A.T.Martínez, 1981
- Penicillium cyclopium var. aurantiovirens (Biourge) Fassat., 1977
- Penicillium johanniolii K.Zaleski, 1927
- Penicillium martensii Biourge, 1923
- Penicillium porraceum Biourge, 1923
- Penicillium verrucosum var. cyclopium (Westling) Samson et al., 1976
- Penicillium viridicyclopium S.Abe, 1956